# آيشن جيورو

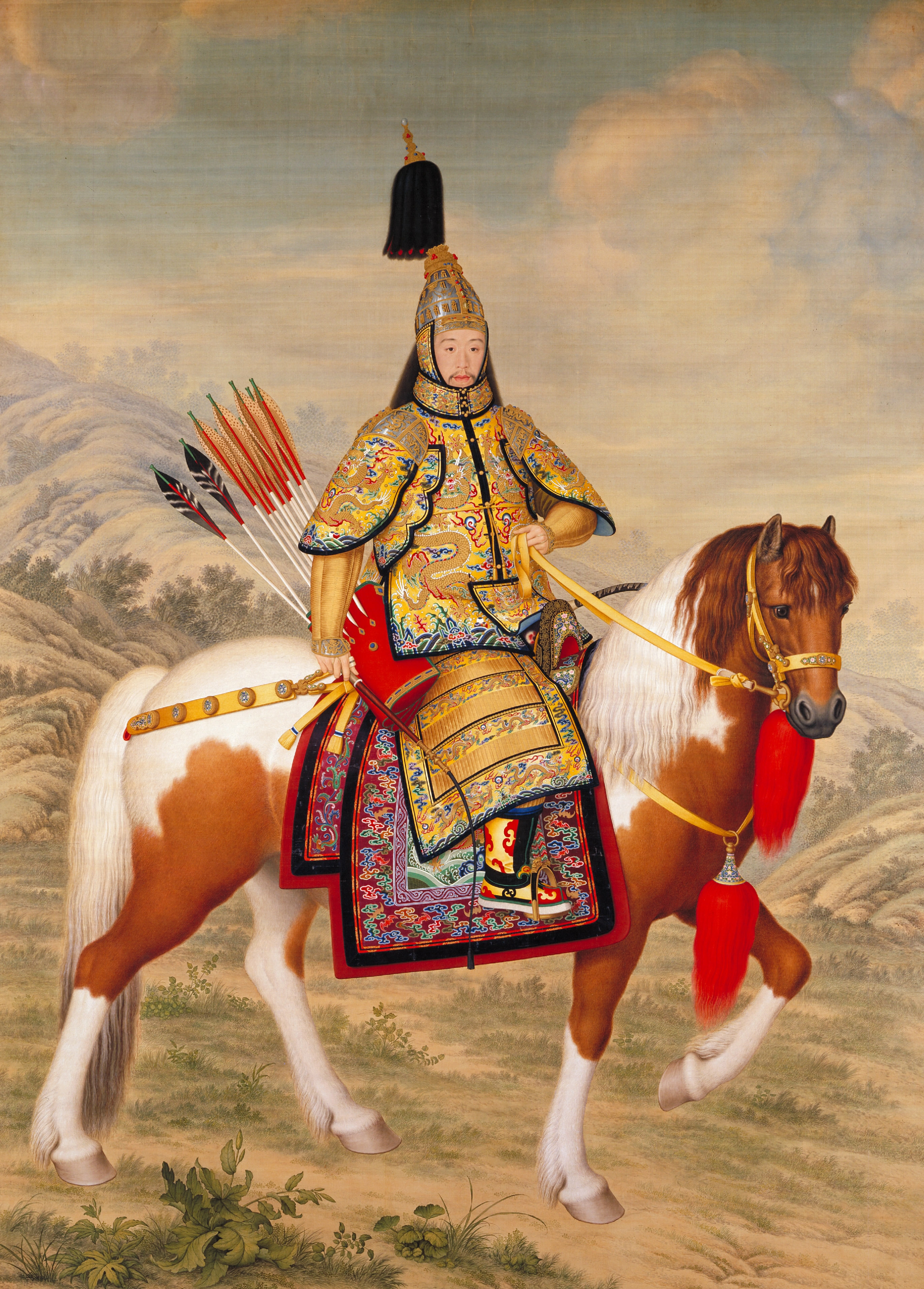

آيسين غورو هو اسم عائلة من سلالة مانشورية. حمل هذا اللقب إمبراطوريو مملكة تشينغ، آخر أسرة حاكمة في الصين، والتي حكمت من 1644 إلى 1912 ميلاديًا.
استمرت سلالة آيسين غورو في الحكم إلى أن قامت ثورة شينهاي ضد بوئي، آخر إمبراطور للصين.